# Nulltjärnarna (Undersåkers socken, Jämtland, 700915-135336)
Nulltjärnarna är en sjö i Åre kommun i Jämtland och ingår i Indalsälvens huvudavrinningsområde. Sjön har en area på 0,0558 kvadratkilometer och ligger 597,6 meter över havet. Nulltjärnarna ligger i Vålådalen Natura 2000-område. Sjön avvattnas av vattendraget Nulltjärnbäcken.

## Delavrinningsområde
Nulltjärnarna ingår i det delavrinningsområde (700992-135375) som SMHI kallar för Ovan 700912-135336. Medelhöjden är 681 meter över havet och ytan är 1,61 kvadratkilometer. Det finns inga avrinningsområden uppströms utan avrinningsområdet är högsta punkten. Nulltjärnbäcken som avvattnar avrinningsområdet har biflödesordning 3, vilket innebär att vattnet flödar genom totalt 3 vattendrag innan det når havet efter 333 kilometer. Avrinningsområdet består mestadels av skog (89 procent). Avrinningsområdet har 0,06 kvadratkilometer vattenytor vilket ger det en sjöprocent på 3,6 procent.